# Union pour la république et la démocratie
De Union pour la république et la démocratie (Nederlands: Unie voor de Republiek en de Democratie, URD) is een politieke partij in Mali. De partij werd in 2003 opgericht.
De URD kwam in 2003 voort uit de Alliance pour la démocratie au Mali (ADEMA) en werd opgericht door aanhangers van Soumaïla Cissé die in 2002 presidentskandidaat was geweest. Cissé verliet na de verkiezingen te hebben verloren ADEMA en stichtte met getrouwen de URD. Een aantal ADEMA-parlementariërs maakten na de vorming van de URD de overstap naar deze partij, zodat de partij plots 14 zetels in de Nationale Vergadering kreeg. In aanloop naar de parlementsverkiezingen van 2007 vormden de URD, ADEMA en tien andere partijen het kartel Alliance pour la démocratie et le progrès (Alliantie voor Democratie en Vooruitgang, ADP) dat de verkiezingen won. De ADP kreeg 113 zetels waarvan er 34 de URD toebehoorden. ADEMA werd met 51 zetels echter groter.
Bij de presidentsverkiezingen van 2007 de URD de kandidatuur van Amadou Toumani Touré (gekozen in 2007, herkozen in 2013). In 2013 was Cissé presidentskandidaat en eindigde met 22,38% als tweede. In 2018 eindigde Cissé wederom op de tweede plek bij de presidentsverkiezingen met 33,84% van de stemmen.
Bij de parlementsverkiezingen van 2020 kreeg de partij 19 zetels en is daarmee de derde partij in de Nationale Vergadering.
De URD is een liberale partij en aangesloten bij het Afrikaans Liberaal Netwerk.